# Point Pleasant (Nyugat-Virginia)
Point Pleasant település az Amerikai Egyesült Államok Nyugat-Virginia államában, Mason megyében, melynek megyeszékhelye is. Lakosainak száma 4070 fő (2020. április 1.).

## Népesség
A település népességének változása:

| 2010 | 4 350 |
| 2020 | 4 070 |